# Wasserhochbehälter (Runkel)

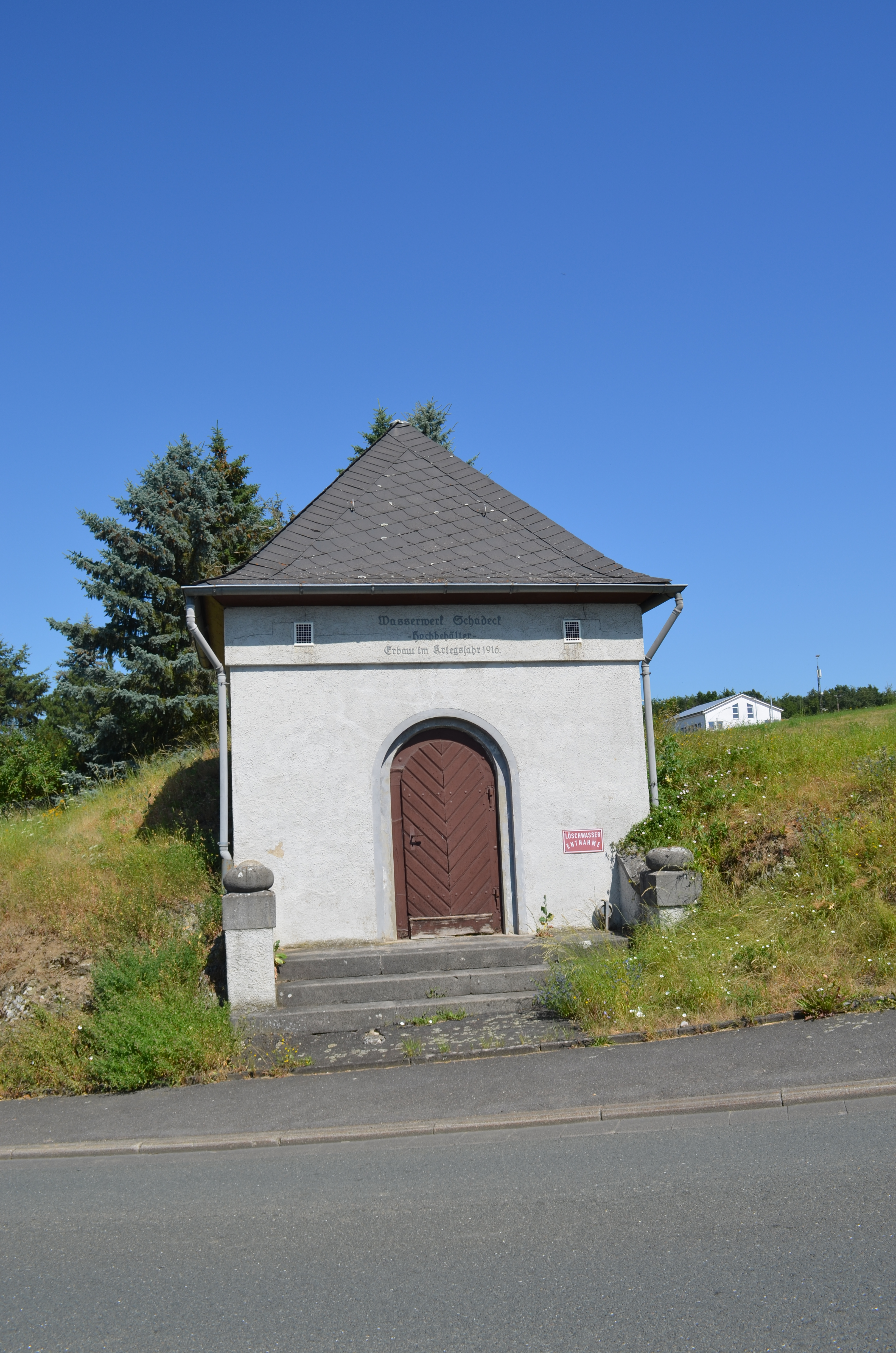
Wasserhochbehälter in Runkel

Der Wasserhochbehälter in Runkel, einer Gemeinde im mittelhessischen Landkreis Limburg-Weilburg, wurde 1916 errichtet. Der Wasserhochbehälter bei der Schadecker Straße Nr. 24 ist ein geschütztes Kulturdenkmal. 
Der kleine verputzte Bau mit Bogenportal, Zeltdach und kugelbesetzten Mauerzungen erinnert an eine Wegekapelle.
Die beiden gleichzeitig gesetzten Obstbäume, die schattenspendend und landschaftsgestaltend waren, wurden entfernt.